# Konstytucja 1791 roku

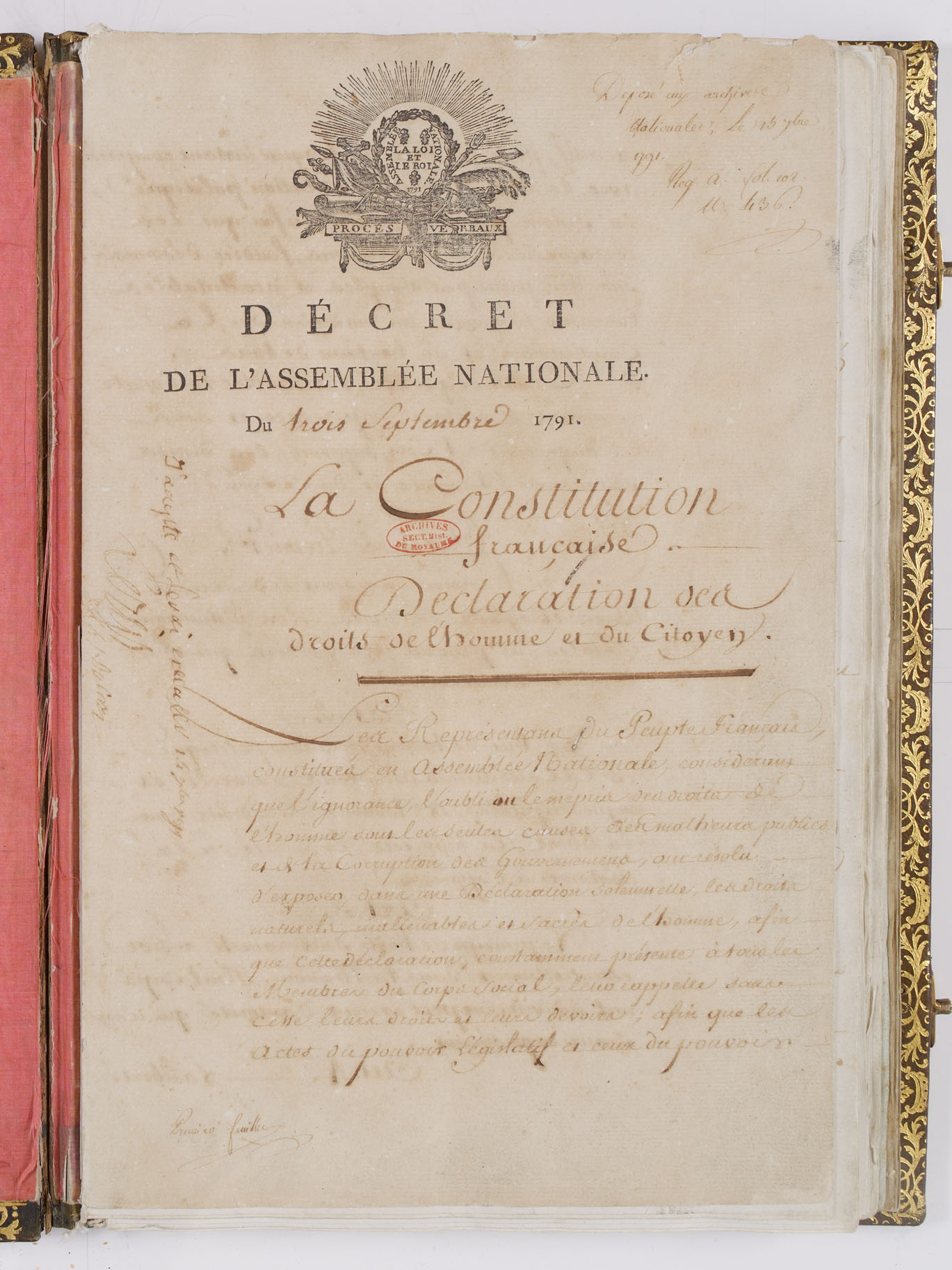
Konstytucja 1791 roku

Konstytucja 1791 – pierwszy akt prawny rangi konstytucyjnej w Królestwie Francji uchwalony 3 września 1791. Przekształcił istniejącą monarchię absolutną w krótkotrwałą monarchię konstytucyjną. Ludwik XVI podpisał akt konstytucji 13 września 1791.
W skład konstytucji włączono prawa wydane przez Konstytuantę w okresie 1789–1791. Preambułą konstytucji była Deklaracja Praw Człowieka i Obywatela. Dzięki niej król przestał być jedynym wszechwładnym organem, a stał się jednym z podmiotów reprezentującym naród (z łaski narodu i Boga). Utrzymała ustrój monarchii, przekształcając ją z absolutyzmu w monarchię konstytucyjną. Ustanowiła zasadę trójpodziału władzy jako jedną z głównych norm zaraz po suwerenności narodu.

## Władza ustawodawcza
Została przekazana jednoizbowemu Zgromadzeniu Prawodawczemu (Legislatywie) z wyraźną przewagą nad władzą wykonawczą.
Złożona z 745 posłów w wyborach pośrednich i dwustopniowych wybieranych raz na 2 lata.
Zgromadzenie to posiadało wyłączne prawo inicjatywy ustawodawczej i uprawnień legislacyjnych:
- ustanawianie podatków,
- ustalanie wielkości armii i floty morskiej,
- podejmowanie decyzji o wojnie lub pokoju,
- na wniosek króla decydowało o podpisaniu traktatów międzynarodowych.

## Ordynacja wyborcza
Prawo wyborcze posiadał tylko „obywatel czynny”, mężczyzna spełniający następujące warunki:
- cenzus wieku – ukończone 25 lat,
- cenzus majątkowy – opłacanie podatku bezpośredniego równego minimalnej wartości 3 dni pracy,
- zamieszkujący w mieście lub kantonie,
- niebędący pracownikiem najemnym (na służbie),
- zapisany do Gwardii Narodowej.

Obywatele czynni zbierali się w tzw. zgromadzenia pierwiastkowe, których celem było wyłonienie elektorów (po 1 na 100 obywateli).
Dla elektorów cenzus majątkowy był znacznie podwyższony. Absolutną większością głosów elektorzy wybierali spośród czynnych obywateli departamentu posłów i ich zastępców.
Wybrani posłowie nie byli przedstawicielami danego departamentu, lecz całego narodu.

## Władza wykonawcza
Sprawował ją związany z prawem dziedziczny król i powołani, politycznie przed nim odpowiedzialni ministrowie. Sam monarcha jako osoba nietykalna i święta nie ponosił odpowiedzialności. Wszelkie jego akty wymagały kontrasygnaty. W przypadku złamania któregoś z praw konstytucji władca mógł zostać usunięty z tronu.
Monarcha nie posiadał inicjatywy ustawodawczej ani prawa sankcji wobec uchwał Zgromadzenia Prawodawczego. Również nie miał możliwości rozwiązania ciała prawodawczego.
Był zwierzchnikiem armii i posiadał prawo łaski.
Jedną z jego prerogatyw było weto, lecz i ono nie dawało mu zbyt szeroko zakrojonej władzy, ponieważ w wyniku ponownego uchwalenia tego samego projektu przez Zgromadzenie było uchylane. Było to weto zawieszające.
Sami ministrowie odpowiedzialni politycznie przed królem, przed Zgromadzeniem byli odpowiedzialni jedynie konstytucyjnie (czyli prawnie). W razie postawienia ich w stan oskarżenia stawali przed Najwyższym Trybunałem złożonym z przysięgłych i członków Trybunału Kasacyjnego.

## Władza sądownicza
Zlikwidowane zostało sądownictwo zwierzchnie panów feudalnych, jak i królewskie.
Wyeliminowano dziedziczenie i wykupywanie stanowisk sędziowskich, a samych sędziów (legitymujących się wykształceniem prawniczym) wybierali czynni obywatele na czas określony.
Ustanowiono oddzielną organizację sądownictwa w sprawach karnych i cywilnych:
- sprawy cywilne – dwuinstancyjność: sąd pokoju ⇒ trybunał dystryktu
- sprawy karne – regulowały ustawy z 16–22 lipca 1791 i 16–29 września 1791. Najwyższym sądem był Trybunał Kasacyjny, który miał możliwość skasowania wyroku sądu niższej instancji i przekazaniu sprawy do ponownego rozpoznania.

Konstytucja obowiązywała krótko – do aresztowania króla Ludwika XVI w 1792, następnie proklamowano republikę. W latach 1814–1830 Francja stała się wzorem dla innych europejskich kręgów liberalnych.